# Appias celestina
Appias celestina är en fjärilsart som först beskrevs av Jean Baptiste Boisduval 1832.  Appias celestina ingår i släktet Appias och familjen vitfjärilar. Inga underarter finns listade i Catalogue of Life.

## Bildgalleri

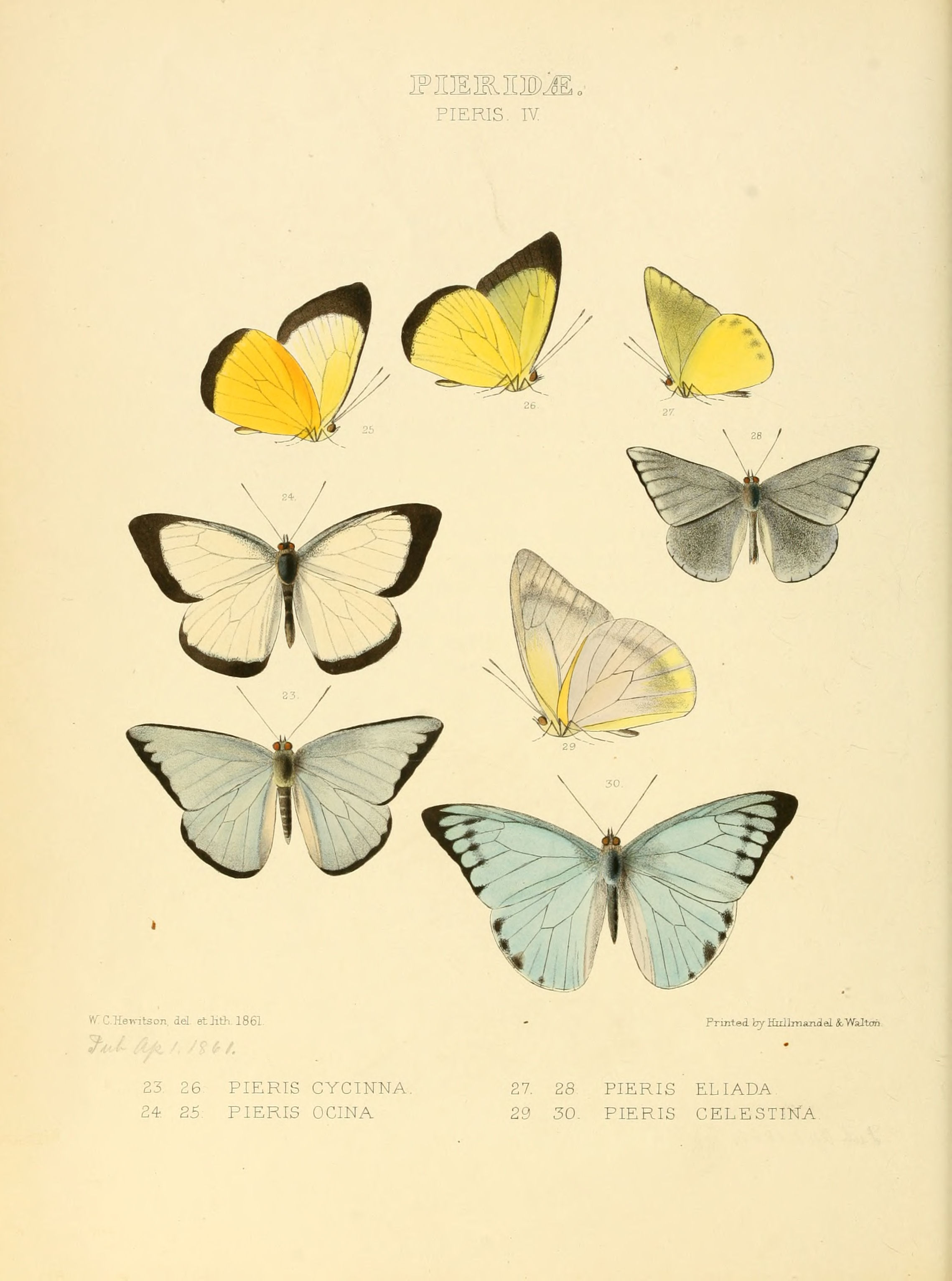